# Jaecki Schwarz

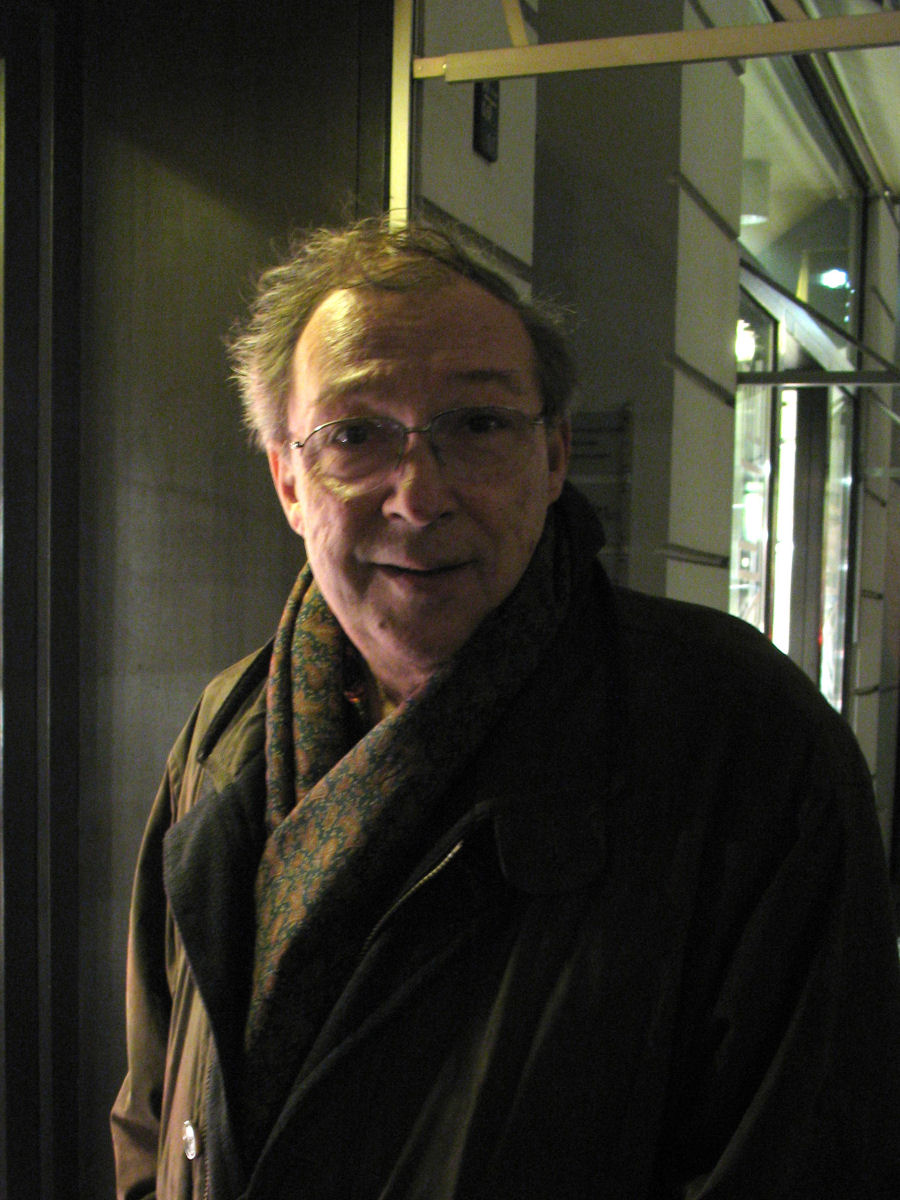
Jaecki Schwarz (2009)

Jaecki Schwarz (* 26. Februar 1946 in Berlin-Köpenick) ist ein deutscher Schauspieler. Er zählte mit rund 120 Film- und Fernsehrollen zu den meistbeschäftigten Darstellern bei der DEFA und dem Fernsehen der DDR. Im wiedervereinigten Deutschland wurde er vor allem durch seine Rolle als Hauptkommissar Schmücke im Polizeiruf 110 und die des Sputnik in der ZDF-Reihe Ein starkes Team bekannt.

## Leben

### Herkunft
Jaecki Schwarz wurde in Berlin im Stadtteil Köpenick geboren und wuchs dort auf. Seinen Vornamen habe er laut eigener Aussage seiner Großmutter zu verdanken, die ein Fan des Stummfilm-Kinderstars Jackie Coogan war. Da die amerikanische Schreibweise Jackie beim Standesamt nicht zulässig war, wurde als Rufname Jaecki eingetragen.

### Ausbildung
Bereits während der Schulzeit spielte Schwarz bei Schüleraufführungen mit und war im Jugendklub des Deutschen Theaters in Berlin. Er absolvierte während des Besuchs der Alexander-von-Humboldt-Oberschule in Berlin-Köpenick eine Lehre als Fotochemiefacharbeiter. Danach bewarb er sich zweimal an verschiedenen Schauspielschulen, erhielt aber jeweils nach der Eignungsprüfung eine Ablehnung. Beim dritten Versuch hatte er Erfolg und studierte dann von 1965 bis 1969 an der Deutschen Hochschule für Filmkunst in Potsdam-Babelsberg.

## Karriere

### Theater
1969 debütierte Jaecki Schwarz am Theater Magdeburg in der Bühnenfassung von Hermann Kants Roman Die Aula als Student Quasi. Hiernach folgten zahlreiche weitere Rollen für ihn in Magdeburg, wie etwa den Elf Puck in William Shakespeares Komödie Ein Sommernachtstraum. Von 1974 bis 1997 war er Mitglied des Berliner Ensemble, wo er 23 Jahre lang auf der Bühne stand. Hier übernahm er unter anderem die Rolle des Stalin in Volker Brauns Drama Lenins Tod und wirkte daneben in etlichen Stücken von Bertolt Brecht, Maxim Gorki und erneut William Shakespeare mit. Schwarz arbeitete unter anderem mit den Regisseuren Christoph Schroth, Fritz Marquardt, Manfred Wekwerth und Peter Zadek zusammen. 1996 holte ihn seine Schauspielkollegin Katharina Thalbach an das Maxim-Gorki-Theater für die Rolle des Bürgermeisters in Carl Zuckmayers Der Hauptmann von Köpenick.

### Film und Fernsehen

#### DDR
1968 wurde Jaecki Schwarz noch während seiner Studienzeit für die Hauptrolle des Leutnants der Roten Armee Gregor Hecker in Konrad Wolfs autobiografischem DEFA-Film Ich war neunzehn aus 80 Bewerbern ausgewählt und besetzt. Danach war er in mehreren Kino- und Fernsehproduktionen der DEFA und DFF zu sehen. 1969 spielte er neben Manfred Krug in Herrmann Zschoches Roadmovie Weite Straßen – stille Liebe (1969) den Studenten Herb Schneider, dessen Freundschaft zum Fernfahrer Hannes Kass zerbricht, weil sie sich beide in die schöne Johanna (Jutta Hoffmann) verliebt haben. In dem fünfteiligen Fernsehfilm Krupp und Krause (1969) gab er den jungen Krause.
Schwarz wurde in den 1970er-Jahren in mehreren Märchenfilmen in Haupt- und Nebenrollen besetzt. In Dornröschen (1971) spielte er einen Ritter, der dem jungen Prinzen, verkörpert von Burkhard Mann, eine goldene Münze mit dem Abbild von Dornröschen überlässt und in Das blaue Licht synchronisierte er Wiktor Semjonow, der die Hauptrolle des Soldaten Hans spielte, und war zugleich in der Rolle des Knut zu sehen. 1977 übernahm er die Hauptrolle des armen Soldaten, der das Geheimnis der Königstöchter lüften soll, in dem Märchenfilm Die zertanzten Schuhe. 1974 sah man ihn an der Seite von Jutta Hoffmann in Egon Günthers Die Schlüssel in der Rolle des Maschinenbaustudenten Klaus, der bei einem gemeinsamen Urlaub in Krakau mit seiner Frau Ric feststellen muss, dass sie beide Differenzen haben und er sich schlecht in andere Menschen hineinversetzen kann. In dem siebenteiligen Film Das Mädchen Krümel (1976) ist er als großer Bruder Otto zu sehen.
Unter der Regie von Horst Seemann spielte er 1975 in Suse, liebe Suse (1975) Manne, der seine Freundin mit Kind zurücklässt und im Gefängnis wegen versuchter Republikflucht sitzt. In dem siebenteiligen Kriminalfilm Gefährliche Fahndung (1978) verkörperte er den jungen österreichischen Kriminalinspektor Toni Pleisner, der sich auf die Suche nach geraubten Kunstschätzen durch eine Gruppe ehemaliger Nazis macht. In dem komödiantischen Gegenwartsfilm Einfach Blumen aufs Dach (1979) war er als Sohni Schilling in einer der Hauptrollen zu sehen. In Herrmann Zschoches Bürgschaft für ein Jahr (1981) spielte er an der Seite von Katrin Sass und Monika Lennartz die Rolle des Peter Müller, einen Bürgen einer alleinerziehenden Mutter, der sich seiner Verantwortung bewusst wird. 1988 war er neben Hansjürgen Hürrig unter der Regie von Jurij Kramer in Stunde der Wahrheit als Kollwitz, ein Mitarbeiter des Referats „Jugendhilfe“, zu sehen. Er übernahm Rollen in den in der DDR populären Serien Polizeiruf 110 und Schauspielereien.

#### Nach der Wende

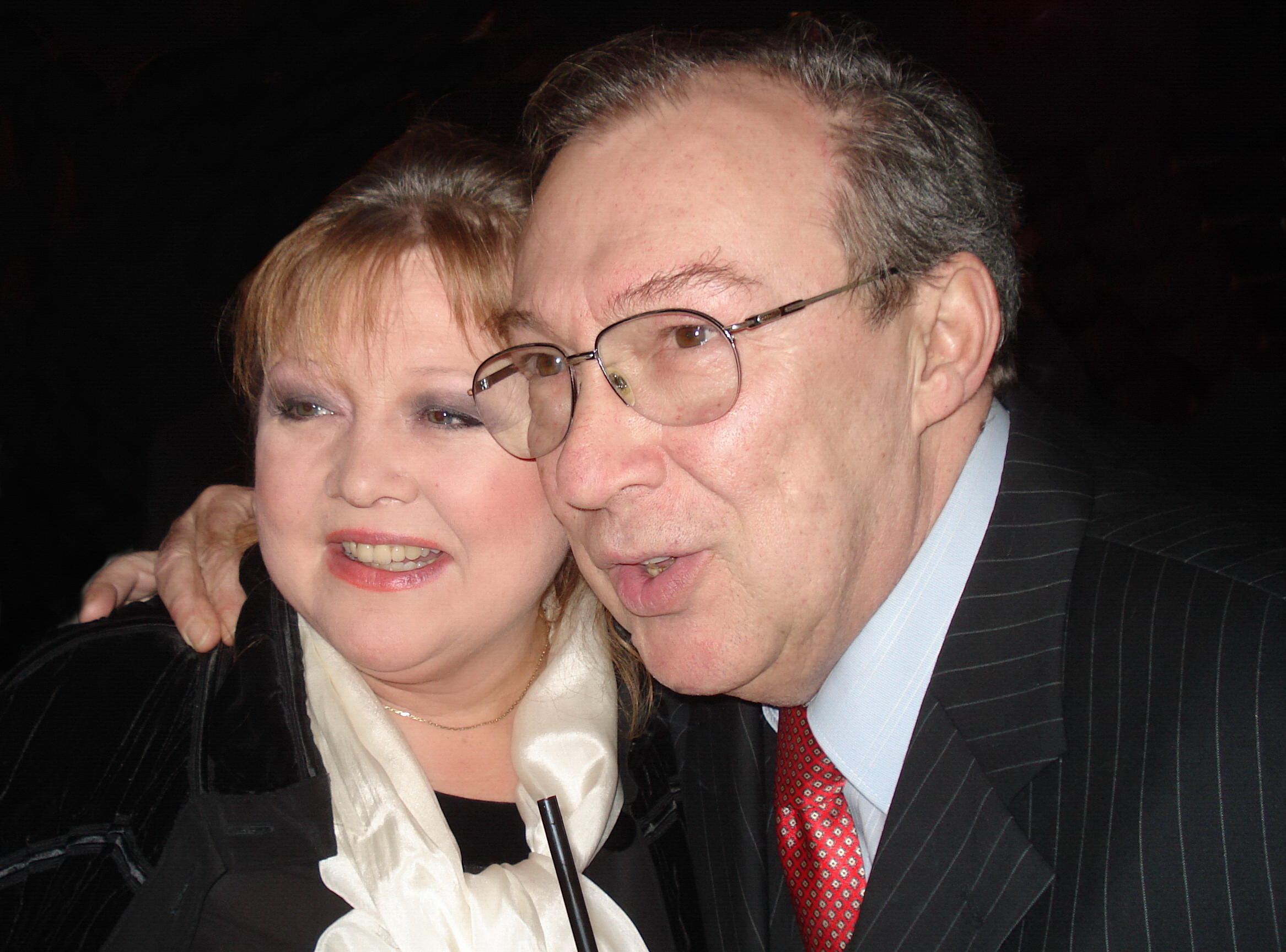
Jaecki Schwarz mit Franziska Troegner (2009)

Nach der Wende konnte Schwarz an seine Erfolge in der DDR anknüpfen. In den 1990er-Jahren war er in mehreren Fernsehserien zu sehen, wie etwa in der Familienserie Spreewaldfamilie (1990) als Enkel Günter. In insgesamt 38 Folgen war er zwischen 1993 und 2000 neben Hauptdarstellerin Thekla Carola Wied als Boris Beckmann in der ARD-Krimiserie Auf eigene Gefahr zu sehen. Weitere Gastrollen übernahm er in den Serien Liebling Kreuzberg, Praxis Bülowbogen und Die Männer vom K3. In der Sat.1-Krankenhausserie Für alle Fälle Stefanie verkörperte er von 1997 bis 2003 die Rolle des Professors Friedländer.
Seit März 1994 spielt Schwarz in der ZDF-Krimiserie Ein starkes Team die als Running Gag in jeder Folge auftauchende Nebenrolle des Ex-Polizisten Sputnik, der sich mit wechselnden Tätigkeiten versucht, finanziell über Wasser zu halten. Von 1996 bis 2012 spielte er an der Seite von Wolfgang Winkler den Kriminalhauptkommissar Herbert Schmücke in der Krimiserie Polizeiruf 110. Der 50. und letzte Fall des Ermittlerduos Schmücke und Schneider wurde am 3. März 2013 ausgestrahlt. 1999 stellte er in der ARD-Krankenhausserie In aller Freundschaft in der Folge Der Fremde in meinem Haus einen Kommissar dar, und von 2012 bis 2014 übernahm er ab Folge 581 die Rolle des Gesundheitsdezernenten.
Auch in diversen Fernsehfilmen übernahm Schwarz Haupt- und Nebenrollen. In dem zweiteiligen Fernseh-Dokudrama Deutschlandspiel (2000) verkörperte er den SED-Sekretär Roland Wötzel. 2001 war er unter der Regie von Michael Steinke erstmals in der ZDF-Reihe Das Traumschiff in der Folge Mexiko zu sehen, 2005 und 2008 wirkte er in zwei weiteren Folgen mit. In der Krimikomödie Zwei alte Gauner (2001) war er neben Peter Weck zu sehen. In Wolfgang Panzers vierteiliger Chronik Liebesau – Die andere Heimat, welche die Geschichte der DDR aus dem Blickwinkel eines fiktiven Dorfes in der ostdeutschen Provinz zwischen 1953 und 1989 erzählt, war er in einer Nebenrolle zu sehen. In Marco Serafinis Weihnachtsfilm Schneemann sucht Schneefrau (2002) übernahm er die Nebenrolle des Arnold Wirth, in der Weihnachtskomödie Ein Sack voll Geld (2002) mit Wolfgang Stumph in der Hauptrolle war er der Bankdirektor Stefan Staudinger. 2004 sah man Schwarz in der Filmkomödie Ein Gauner Gottes als Apotheker.
In dem ZDF-Weihnachtsmärchenfilm Rotkäppchen, dem Pilotfilm der Filmreihe Märchenperlen, bildete er gemeinsam mit seinem langjährigen Spielpartner Winkler ein Räubergespann, das das Rotkäppchen im Wald bedroht. In der Familienkomödie Ein Hauptgewinn für Papa (2006) spielte er einen zwielichtigen Investor. In der Weihnachtskomödie Hilfe, meine Tochter heiratet (2006) war er der Patenonkel der Frau, die ihren Vater mit Heiratsabsichten vor vollendete Tatsachen stellt. 2008 sah man ihn in der Familienkomödie Das Traumpaar als geschiedenen erneut an der Seite Winklers. In dem Märchenfilm Schneewittchen, der im Dezember 2009 in der ARD im Rahmen der Märchenreihe Sechs auf einen Streich erstausgestrahlt wurde, war er der König und Vater von Schneewittchen.
Darüber hinaus hat er weiterhin Gastrollen in mehreren Fernsehserien, wie etwa in Küstenwache (2007), SOKO Leipzig (2009), Ein Fall für zwei (2009), Akte Ex (2016) und Die Spezialisten – Im Namen der Opfer (2019).

### Lesungen
Schwarz hält regelmäßig Rezitationen und Lesungen. Mit seinem Kollegen und Freund Wolfgang Winkler hielt er in unregelmäßigen Abständen Rezitationen aus dem Ende Dezember 2009 erschienenen Buch Niemals vergessen, wo ich herkomme – Lebenswege berühmter und weniger berühmter Alkoholiker. Im September 2012 veröffentlichte er mit Wolfgang Winkler im Eulenspiegel-Verlag das Buch Herbert & Herbert – Mit dir möchte ich nicht verheiratet sein!, das Winkler und Schwarz auch mehrere Jahre in Lesungen vorstellten.

### Auszeichnungen
2013 erhielt Jaecki Schwarz gemeinsam mit seinem Kollegen Wolfgang Winkler die Goldene Henne für sein Lebenswerk. Im August 2019 wurde er in Annaberg-Buchholz mit dem Märchenfilmfestival-Preis fabulix erneut für sein Lebenswerk ausgezeichnet.

### Soziales Engagement
Bei der Initiative Queer Nations ist Schwarz eines der Mitglieder des Kuratoriums. Außerdem engagiert er sich als ehrenamtlicher Botschafter der Stiftung Kinderhospiz Mitteldeutschland Nordhausen e. V. in Tambach-Dietharz. Im Juli 2011 war Schwarz Schirmherr des 18. Bundesseminars des Mitarbeiternetzwerkes VelsPol Deutschland – Verband lesbischer und schwuler Polizeibediensteter e. V. Seit August 2011 ist er Ehrenmitglied des VelsPol von Berlin-Brandenburg e. V.
Im Februar 2021 unterstützte Schwarz im Rahmen der Initiative #actout im SZ-Magazin mit 185 anderen lesbischen, schwulen, bisexuellen, queeren, nicht-binären und trans* Schauspielern die Forderung, Diversität stärker sichtbar zu machen.

## Privates
Jaecki Schwarz lebt in Berlin-Mitte und war 20 Jahre mit seinem Schauspielkollegen Hagen Henning liiert, den er 1986 am Berliner Ensemble kennengelernt hatte. Schwarz war alkoholkrank; er erlitt am Tag des Mauerfalls einen Kreislaufkollaps und begab sich anschließend in eine Entzugsklinik. Im Oktober 2013 erlitt Schwarz einen Augeninfarkt auf dem rechten Auge und hat seitdem nur noch eine Sehkraft von zehn Prozent.

## Filmografie

### Kino (Auswahl)
- 1967: Geschichten jener Nacht, Episode 4: Der große und der kleine Willi
- 1968: Ich war neunzehn
- 1969: Weite Straßen – stille Liebe
- 1970: Wir kaufen eine Feuerwehr
- 1970: Du und ich und Klein-Paris
- 1971: Dornröschen
- 1972: Lützower
- 1972: Einberufen (Sprecher)
- 1972: Trotz alledem!
- 1972: Der Dritte
- 1973: Ich bin ein Junger Pionier (Sprecher)
- 1973: Das zweite Leben des Friedrich Wilhelm Georg Platow
- 1974: Die Schlüssel
- 1974: Der nackte Mann auf dem Sportplatz
- 1975: Suse, liebe Suse
- 1976: Konzert für Bratpfanne und Orchester
- 1976: Das blaue Licht
- 1976: Somalia – Die große Anstrengung (Sprecher)
- 1979: Das Ding im Schloß
- 1979: Einfach Blumen aufs Dach
- 1979: Glück im Hinterhaus
- 1980: Alle meine Mädchen
- 1981: Bürgschaft für ein Jahr
- 1981: Die Stunde der Töchter
- 1981: Zwei Zeilen, kleingedruckt (Dwe strotschki melkim schriftom)
- 1981: Asta, mein Engelchen
- 1982: Märkische Forschungen
- 1983: Links und rechts der Schönhauser (Dokumentarfilm)
- 1983: Isabel auf der Treppe
- 1983: Fariaho
- 1984: Kaskade rückwärts
- 1985: Die Gänse von Bützow
- 1986: Fahrschule
- 1986: So viele Träume
- 1987: Hasenherz
- 1988: Ich liebe dich – April! April!
- 1989: Zwei schräge Vögel
- 1990: Abschiedsdisco
- 1990: Erster Verlust
- 1991: Der Tangospieler
- 1991: Stein
- 1992: Die Spur des Bernsteinzimmers
- 1993: Rosenemil
- 1998: Spuk aus der Gruft
- 2006: Reine Formsache
- 2013: Meine Schwestern
- 2018: Wuff – Folge dem Hund

### Fernsehen (Auswahl)
- 1970: Jeder stirbt für sich allein (Fernsehfilm, 3 Teile)
- 1970: Unter den Linden – Geschichte und Geschichten (Fernsehfilm)
- 1971: Rottenknechte (Fernsehfilm)
- 1971: Ein Mann, der sterben muss (Fernsehfilm)
- 1973: Eva und Adam (TV-Vierteiler)
- 1973: Stülpner-Legende (Fernsehserie, Folge Das Bataillon)
- 1975: Im Schlaraffenland (Fernsehfilm)
- 1976: Das Mädchen Krümel (Fernsehserie)
- 1977: Die zertanzten Schuhe (Fernsehfilm)
- 1978: Gefährliche Fahndung (Fernsehserie)
- 1980: Blaue Pferde auf rotem Gras (Theateraufzeichnung)
- 1981: Nora S. (Fernsehfilm)
- 1983: Links und rechts der Schönhauser (Dokumentarfilm, Moderator)
- 1984: Front ohne Gnade (Fernsehserie)
- 1984; 1986: Schauspielereien (Fernsehserie, 2 Folgen)
- 1984: Ach du meine Liebe (Fernsehfilm)
- 1987: Polizeiruf 110: Abschiedslied für Linda (Fernsehreihe)
- 1987: Spuk von draußen (Fernsehserie)
- 1988: Der Staatsanwalt hat das Wort: Alles umsonst (Fernsehreihe)
- 1988: An allem ist Matuschke schuld (Fernsehfilm)
- 1988: Stunde der Wahrheit (Fernsehfilm)
- 1989: Polizeiruf 110: Mitternachtsfall (Fernsehreihe)
- 1989: Großer Frieden (Theateraufzeichnung)
- 1989: Späte Ankunft (Fernseh-Zweiteiler)
- 1990: Spreewaldfamilie (Fernsehserie)
- 1990: Alter Schwede
- 1991: Der Rest, der bleibt (Fernsehfilm)
- 1991: Vaněk-Trilogie (Studioaufzeichnung)
- 1992: Die Männer vom K3 (Folge Dreckiges Geld)
- 1993: Tatort: Tod einer alten Frau (Fernsehreihe)
- 1993–2000: Auf eigene Gefahr (Fernsehserie)
- seit 1994: Ein starkes Team → siehe Episodenliste
- 1994: Ich klage an (Fernsehfilm)
- 1994: Liebling Kreuzberg (Fernsehserie, Folge Wer schmeißt denn da mit Lehm?)
- 1995: Mobbing: Die lieben Kollegen (Fernsehfilm)
- 1995: Polizeiruf 110: Bruder Lustig (Fernsehreihe)
- 1996–2013: Polizeiruf 110 (als Hauptkommissar Schmücke); Folgen siehe unter Schmücke und Schneider
- 1996: Rosa Roth – Verlorenes Leben (Fernsehreihe)
- 1996: Rosa Roth – Tod eines Bullen (Fernsehreihe)
- 1996: Mama ist unmöglich (Fernsehserie, 3 Folgen)
- 1996: Alarm für Cobra 11 – Die Autobahnpolizei (Fernsehserie, Folge Schlag zu)
- 1998: Der letzte Zeuge (Fernsehserie, Folge Denn sie wissen, was sie tun)
- 1999; 2012–2014; 2017: In aller Freundschaft (Fernsehserie)
- 2000: Deutschlandspiel (Fernsehfilm)
- 2000: Zwei Dickköpfe mit Format
- 2001: Das Traumschiff – Mexiko (Fernsehreihe)
- 2002: Schneemann sucht Schneefrau (Fernsehfilm)
- 2002: Zwei alte Gauner (Fernsehfilm)
- 2002: Ein Sack voll Geld (Fernsehfilm)
- 2004: Das Bernsteinamulett (Fernsehfilm)
- 2004: Ein Gauner Gottes (Fernsehfilm)
- 2004: Ein Engel namens Hans-Dieter (Fernsehfilm)
- 2005: Das Traumschiff – Burma/Myanmar (Fernsehreihe)
- 2005: Rotkäppchen (Fernsehfilm)
- 2006: Unter den Linden – Das Haus Gravenhorst (Fernsehserie, 13 Folgen)
- 2006: Ein Hauptgewinn für Papa (Fernsehfilm)
- 2006: Schloss Einstein (Fernsehserie, 3 Folgen)
- 2006: Hilfe, meine Tochter heiratet (Fernsehfilm)
- 2007: Der Alte – Folge 317: Stumme Zeugin
- 2007: Suchkind 312 (Fernsehfilm)
- 2008: Das Traumschiff – Rio de Janeiro (Fernsehreihe)
- 2008: Das Traumpaar (Fernsehfilm)
- 2008: Insel des Lichts (Fernsehfilm)
- 2008: Ich will da sein – Jenny Gröllmann (Dokumentarfilm)
- 2009: SOKO Leipzig (Fernsehserie, Folge Rein-Raus-Boxer)
- 2009: Ein Fall für zwei (Fernsehserie, Folge Kalte Wut)
- 2009: Schneewittchen (Fernsehfilm)
- 2011: SOKO Köln (Fernsehserie, Folge Hexen, Huren, Henker)
- 2013: In aller Freundschaft: Bis zur letzten Sekunde (Fernsehfilm)
- 2014: SOKO Stuttgart (Fernsehserie, Folge Der Priester ist tot)
- 2016: Heiter bis tödlich: Akte Ex (Fernsehserie, Folge Der tote Buchhändler)
- 2017: SOKO München (Fernsehserie, Folge Tremolo)
- 2017: In aller Freundschaft (Fernsehserie, Folge 775 Ein Freund in der Not)
- 2019: Die Spezialisten – Im Namen der Opfer (Fernsehserie, Folge Gespenster)
- 2023: Mit Herz und Holly: Diagnose Neustart (Fernsehserie)
- 2024: Mit Herz und Holly: Lichtblicke

## Hörspiele (Auswahl)
- 1980: Volksbuch: Fortunatus’ Glückssäckel oder die Kunst, reich zu sein (Prinz von Frankreich) – Regie: Andreas Scheinert (Hörspiel – Litera)
- 1981: Edwin Hoernle: Vom König, der die Sonne vertreiben wollte – Regie: Maritta Hübner (Kinderhörspiel – Rundfunk der DDR)
- 1981: Theodor Storm: Das Puppenspiel – Regie: Norbert Speer (Kinderhörspiel frei nach der Vorlage Pole Poppenspäler – Rundfunk der DDR)
- 1982: Hans Siebe: Der Tote im fünften Stock (Hauptmann Anders) – Regie: Barbara Plensat (Kriminalhörspiel – Rundfunk der DDR)
- 1982: Brüder Grimm: Das singende springende Löweneckerchen (Franz) – Regie: Jürgen Schmidt (Kinderhörspiel – Litera)
- 1982: Eva Strittmatter: Der Igel (Erzähler) – Regie: Karin Lorenz (Kinderhörspiel – Litera)
- 1985: Volksbuch: Till Eulenspiegels mehrsteils wohlige Nacht in der Herberg zu Kneiteln (Herzog) – Regie: Andreas Scheinert, Jürgen Schmidt (Hörspiel – Litera)
- 1989: Alexej Tolstoi: Gevatter Naúm (3. Kaufmann) – Regie: Rainer Schwarz (Kinderhörspiel – Litera)
- 1991: Alexander Wolkow: Urfin und seine Holzsoldaten (Lan Pirot, General) – Regie: Dieter Scharfenberg (Hörspiel – Litera)
- 1998: Michail Bulgakow: Der Meister und Margarita – Regie: Petra Meyenburg (Hörspiel (30 Teile) – MDR)
- 1999: Dagmar Scharsich: Salve! (Bürgermeister) – Regie: Barbara Plensat (Kriminalhörspiel – NDR)
- 2016: Reinhard Lakomy und Monika Ehrhardt: Die Sonne (Haifischgeneral Messerzahn) – Regie: Monika Ehrhardt (Geschichtenlieder-Hörspiel – Sony Music)
- 2018: Juli Zeh: Unterleuten – Regie: Judith Lorentz (NDR/rbb)

## Auszeichnungen
- 2013: Goldene Henne für sein Lebenswerk (gemeinsam mit Wolfgang Winkler)[13]
- 2019: Märchenfilmfestival-Preis fabulix für sein Lebenswerk[14]
- 2025: Askania Award (Lebenswerk)